# Szász Károly (művészettörténész)
Szász Károly (Nagybánya, 1919. július 23. – Nagybánya, 1965. május 15.) erdélyi magyar muzeológus, levéltáros, művészettörténész.

## Életútja, munkássága
A debreceni Református Kollégiumban érettségizett 1940-ben, majd a kolozsvári
Ferenc József Tudományegyetem Bölcsészeti Karán hallgatott művészettörténetet, ókori történelmet, latin nyelvet és irodalmat. Diplomája megszerzése után Nagybányán, az állami magyar nyelvű gimnáziumban tanított (1945–49); 1950–51-ben a nagybányai tartományi múzeum, 1952–56 között a nagyváradi, 1956–63-ban pedig a nagybányai Állami Levéltár igazgatója volt, 1963–65 között a felsőbányai iskola tanára.
A középkori művészet szelleme c. tanulmányát 1944-ben a Ferenc József Tudományegyetem díjával jutalmazták. Műemlékvédelmi és művészettörténeti cikkeit a Korunk és a Bányavidéki Fáklya, valamint több szakfolyóirat közölte.

## Szakírói munkássága
- Adatok a nagybányai képírók, kő- és fafaragók történetéhez (in: Kelemen Lajos Emlékkönyv. Kolozsvár, 1957);
- Adatok a nagybányai pénzverőház alkalmazottairól. 1530–1660 (Numizmatikai Közlöny, 1957–58);
- Elhanyagolt műemlékvédelem (Korunk, 1957/5);
- Monumentele istorice – o comoară a poporului (Pentru Socialism, 1957/8);
- Hat évszázados művészi múlt (Bányavidéki Fáklya, 1958/33);
- Emlékezés Lendvay Mártonra (Bányavidéki Fáklya, 1958/106);
- Népművészet a fa hazájában (Bányavidéki Fáklya, 1958/136);
- Az Állami Levéltár célja és feladatai (Bányavidéki Fáklya, 1958/207);
- Observaţii asupra metodelor de arhivare în Arhiva Primăriei oraşului Baia Mare şi a Prefecturii Comitatului Maramureş (Revista Arhivelor, 1959);
- Adatok a nagybányai pénzverőház alkalmazottairól (1660–1826) (Numizmatikai Közlöny, 1961–62);
- Négy Sipos Dávid-szószék Nagybánya tartományban (Művészettörténeti Értesítő,  1962/1).